# NanoBSD
NanoBSD — утилита, позволяющая создать образ системы FreeBSD для применения во встроенных системах и рассчитанное на использование Flash-памяти (или других носителей).
NanoBSD может быть использовано для специальных образов установки, которые предназначены для упрощённой установки и обслуживания компьютерных устройств. Эти устройства могут содержать встроенное программное обеспечение, что означает что все приложения уже должны быть установлены. Устройство должно включаться в существующую сеть и начинать работать немедленно.
Функции NanoBSD:
- Порты и пакеты работают так же, как во FreeBSD — любое приложение может быть установлено и использовано так, как оно работает во FreeBSD.
- Нет ограниченной функциональности — если что-то возможно сделать во FreeBSD — то же самое можно сделать в NanoBSD тем же самым способом, исключая случаи, когда какая-то функциональность специально убрана из образа NanoBSD при его создании.
- Режим «только чтение» — можно безопасно отключать питание в любой момент; нет необходимости в запуске fsck после незапланированного отключения.
- Лёгкая сборка и доработка — используя только 1 скрипт и 1 конфигурационный файл можно создать уменьшенный и подогнанный образ, удовлетворяющий любому набору требований.